# Jim McGregor
James „Jim” McGregor (ur. 1887 w Ladybrand, zm. 20 kwietnia 1950 w Benoni) – południowoafrykański bokser wagi półciężkiej, olimpijczyk.
Brał udział w boksie (w wadze półciężkiej) na letnich igrzyskach olimpijskich w 1920, które odbyły się w Antwerpii, zajmując 5. miejsce.